# 1894 w literaturze
Wydarzenia literackie w 1894 roku.

## Wydarzenia
- w Londynie odbyła się premiera sztuki Żołnierz i bohater George'a Bernarda Shawa.

## Nowe książki
- polskie
  - Rodzina Połanieckich – Henryk Sienkiewicz
  - Emancypantki – Bolesław Prus
  - Balonem do bieguna – Władysław Umiński – pierwsza polska powieść o tematyce lotniczej
- zagraniczne
  - Księga dżungli (The Jungle Book) – Rudyard Kipling
  - Pod jarzmem (Под игото) - Iwan Wazow
  - Dzieje Tewji Mleczarza (טעוויע דער מילכיקער Tewje der Milchiker) - Szolem Alejchem
  - Więzień na zamku Zenda (The Prisoner of Zenda) - Anthony Hope

## Urodzili się
- 22 stycznia – Charles Langbridge Morgan, angielski pisarz i krytyk (zm. 1958)
- 9 lutego – Rahel Sanzara, niemiecka powieściopisarka i aktorka (zm. 1936)
- 2 kwietnia – Walter Mittelholzer, szwajcarski podróżnik, pisarz (zm. 1937)
- 19 lutego – Valentín Beniak, słowacki poeta i tłumacz (zm. 1973)
- 8 kwietnia – Ulderiko Donadini, chorwacki dramaturg i prozaik (zm. 1923)
- 27 maja
  - Louis-Ferdinand Céline, francuski prozaik (zm. 1961)
  - Dashiell Hammett, amerykański pisarz, twórca czarnego kryminału (zm. 1961)
- 1 czerwca – Wanda Miłaszewska, polska pisarka (zm. 1944)
- 6 czerwca – Violet Trefusis, brytyjska pisarka (zm. 1972)
- 13 czerwca – Mark Van Doren, amerykański poeta (zm. 1972)
- 13 lipca – Isaak Babel, rosyjski pisarz żydowskiego pochodzenia (zm. 1940)
- 26 lipca – Aldous Huxley, angielski pisarz (zm. 1963)
- 2 września – Joseph Roth, austriacki pisarz i dziennikarz (zm. 1939)
- 11 września – Maria Kownacka, polska pisarka (zm. 1982)
- 13 września – Julian Tuwim, polski poeta (zm. 1953)
- 19 września – Rachel Lyman Field, amerykańska pisarka i poetka (zm. 1942)
- 4 października – Frans Gunnar Bengtsson, szwedzki pisarz, poeta i biograf (zm. 1954)
- 6 października – Momčilo Nastasijević, serbski poeta (zm. 1938)
- 9 października – Agnes von Krusenstjerna, szwedzka pisarka modernistyczna (zm. 1940)
- 14 października – E.E. Cummings, amerykański poeta, dramaturg (zm. 1962)
- 21 października – Ranpo Edogawa, japoński pisarz (zm. 1965)
- 28 listopada – Arkady Fiedler, polski pisarz i podróżnik (zm. 1985)
- 8 grudnia – Florbela Espanca, portugalska poetka (zm. 1930)

## Zmarli
- 20 września — Heinrich Hoffmann, niemiecki pisarz i ilustrator (ur. 1809)
- Rosa Vertner Jeffrey, amerykańska prozaiczka i poetka (ur. 1828)